# Canton de Saint-Gilles-Croix-de-Vie
Le canton de Saint-Gilles-Croix-de-Vie est une ancienne division administrative française, située dans le département de la Vendée et la région Pays de la Loire.

## Composition
Le canton de Saint-Gilles-Croix-de-Vie s’étendait sur 29 192 hectares et regroupait 14 communes (seize avant la fusion de Saint-Gilles-sur-Vie et Croix-de-Vie en 1967 puis de Saint-Nicolas-de-Brem et Saint-Martin-de-Brem en 1974) :
- L’Aiguillon-sur-Vie ;
- Brem-sur-Mer ;
- Brétignolles-sur-Mer ;
- La Chaize-Giraud ;
- Coëx ;
- Commequiers ;
- Le Fenouiller ;
- Givrand ;
- Landevieille ;
- Notre-Dame-de-Riez ;
- Saint-Hilaire-de-Riez ;
- Saint-Gilles-Croix-de-Vie (chef-lieu) ;
- Saint-Maixent-sur-Vie ;
- Saint-Révérend.

## Représentation

### Liste des conseillers généraux de 1833 à 2015
| Période | Période      | Identité                                            | Étiquette                       | Qualité |
| ------- | ------------ | --------------------------------------------------- | ------------------------------- | --- |
| 1833    | 1836         | Jacques Renaud (1773-1837)                          |                                 | Avocat, juge de paix Maire de Brétignolles |
| 1836    | 1848 (décès) | Charles Romulus Collinet (1799-1848)                |                                 | Agriculteur, négociant Maire de Saint-Hilaire-de-Riez Conseiller d'arrondissement |
| 1848    | 1852         | Théobald Louis Mourain de Sourdeval                 |                                 | Maire de Coëx |
| 1852    | 1863         | Auguste Messager                                    |                                 | Médecin, maire de Saint-Gilles-sur-Vie |
| 1863    | 1871         | Jean-Auguste Grolleau                               |                                 | Médecin à Saint-Gilles-sur-Vie |
| 1871    | 1885 (décès) | Édouard Morisson de La Bassetière                   | Extrême droite (Monarchiste)    | Député (1871-1885) Propriétaire à Saint-Julien-des-Landes |
| 1886    | 1919         | Louis Morisson de La Bassetière (fils du précédent) | Union des droites (monarchiste) | Propriétaire à Saint-Julien-des-Landes Docteur en droit Député (1885-1893) |
| 1919    | 1940         | Gaëtan Potel                                        | Rad.ind.                        | Médecin Maire de Croix-de-Vie (1907-1945) Nommé conseiller départemental en 1943 |
|         |              |                                                     |                                 | |
| 1945    | 1970         | Armand Garreau (1900-1973)                          | MRP puis CD                     | Négociant en vins Maire de Saint-Gilles-sur-Vie (1947-1956) |
| 1970    | 1987 (décès) | Louis Caiveau                                       | DVD puis UDF-CDS                | Ancien entrepreneur de travaux publics Sénateur (1981-1987) Maire de Saint-Hilaire-de-Riez |
| 1987    | 2008         | Jean-Claude Merceron                                | UDF-CDS                         | Architecte Sénateur (2004-2014) Maire de Givrand (1977-2006) |
| 2008    | 2015         | Marietta Trichet                                    | DVD                             | Maire de Coëx (1995-2014), conseillère régionale (2002-2008) Présidente de la Communauté de communes Atlancia (1992-2009) Présidente de Pôle Vendée France (2009-2012) Suppléante du député Yannick Moreau (2012-2017) |

### Liste des conseillers d'arrondissement (de 1833 à 1940)
| Période                                  | Période | Identité                               | Étiquette      | Qualité |
| ---------------------------------------- | ------- | -------------------------------------- | -------------- | --- |
| 1833                                     | 1836    | Charles Romulus Collinet (1799-1848)   |                | Négociant, agriculteur, maire de Saint-Hilaire-de-Riez                                                      |
| 1836                                     | 1845    | Alexandre Marie Debourgues (1792-1850) |                | Médecin à Saint-Gilles                                                                                      |
| 1845                                     | 1870    | Benjamin Chauviteau                    |                | Propriétaire à Saint-Gilles                                                                                 |
|                                          |         |                                        |                | |
| 1912                                     |         | M. Guyon                               | Radical        | Maire de Notre-Dame-de-Riez                                                                                 |
|                                          |         |                                        |                | |
| 1931                                     | 1940    | Louis Morineau                         | Républicain-RG | Propriétaire-agriculteur, maire de Saint-Hilaire-de-Riez                                                    |
| 1940                                     |         |                                        |                | Les conseils d'arrondissement ont été suspendus par la loi du 12 octobre 1940 et n'ont jamais été réactivés |
| Les données manquantes sont à compléter. |         |                                        |                | |